# 星斑拟日月贝
星斑拟日月贝（学名：Propeamussium stellus），是莺蛤目光芒海扇蛤科拟日月贝属的一种。主要分布于中国大陆，常栖息在潮下带、水深290米、泥质砂底。

## 生长分布
在中国南部沿海和新喀里多尼亚，印度尼西亚均有分布。暖水性种仅见于潮下带较深一些的水域，在中国南部沿海发现在300m处，Dijkstra记载在印度尼西亚等海区为380-490m。它的栖息底质多为软泥和泥沙。